# We Got Love
We Got Love ist das vierzehnte Studioalbum der Kelly Family und ist am 24. März 2017 als CD in verschiedenen Versionen, als LP sowie als Download bei Anbietern wie iTunes, Amazon Music und anderen erschienen. Am 10. März 2017 erschien vorab die Singleauskoppelung des Titels Nanana inklusive des dazugehörigen Musikvideos.
Das Album wurde bisher ca. 450.000 mal verkauft und in Deutschland mit fünfmal Gold sowie jeweils mit einmal Gold in Österreich und der Schweiz ausgezeichnet.
Das Album besteht zum größten Teil aus neu arrangierten Versionen der bekanntesten Lieder der vergangenen vierzig Jahre. Dabei wurde der Schwerpunkt auf die 1990er Jahre gelegt.
Das Album enthält auch teilweise neue Lieder wie zum Beispiel Keep On Singing, das von Angelo Kelly geschrieben wurde und an die sehr früh an Brustkrebs verstorbene Mutter der Geschwister erinnert sowie „Brothers and Sisters“ von Patricia Kelly.
Zunächst war nur ein Konzert in der Dortmunder Westfalenhalle geplant. Das erste Konzert war entgegen den Erwartungen der Band bereits innerhalb von 18 Minuten ausverkauft. Aufgrund des unerwartet großen Erfolges und der Nachfrage des Publikums nach weiteren Auftritten der Band folgte eine erfolgreiche mehrmonatige Konzerttournee durch Deutschland, Österreich, die Schweiz und die Niederlande. Am 20. September 2017 erschien die entsprechende Live CD/DVD mit Aufnahmen aus der „We Got Love“-Konzerttournee.

## Trackliste
Die nachfolgende Tabelle gibt die Tracklisten der verschiedenen Versionen wieder und erlauben die Sortierung nach Tracknummer, Titel und Laufzeit. Gegenübergestellt werden die Standard- und die Deluxe-Version sowie die Live-DVD.
| STD | DLX | DVD | Titel                                                 | Länge (CD) | Länge (DVD) |
| --- | --- | --- | ----------------------------------------------------- | ---------- | ----------- |
| 1   | 1   | 16  | Nanana                                                | 3:29       | 5:27        |
| 2   | 2   | 21  | Fell In Love With An Alien                            | 3:24       | 4:24        |
| 3   | 3   | 9   | An Angel                                              | 3:54       | 4:20        |
| 4   | 4   |     | Stand By Me                                           | 3:31       |             |
| 5   | 5   | 3   | First Time                                            | 3:52       | 4:54        |
| 6   | 6   | 29  | Good Neighbor                                         | 3:38       | 3:23        |
| 7   | 7   | 31  | Brothers And Sisters                                  | 4:14       | 6:57        |
| 8   | 8   | 2   | Why Why Why                                           | 3:25       | 5:01        |
| 9   | 9   | 22  | I Can’t Help Myself                                   | 3:08       | 3:36        |
| 10  | 10  | 4   | Imagine                                               | 2:52       | 3:00        |
| 11  | 11  | 6   | Come Back To Me                                       | 3:43       | 4:13        |
| 12  | 12  | 17  | Keep On Singing                                       | 3:32       | 3:49        |
| 13  | 13  | 25  | We Got Love                                           | 3:43       | 4:17        |
| 14  | 14  | 28  | Who’ll Come With Me (David’s Song) [feat. Papa Kelly] | 3:11       | 4:07        |
|     | 15  | 8   | No Lies                                               | 2:56       | 3:07        |
|     | 16  | 5   | Because It’s Love                                     | 3:32       | 3:54        |
|     | 17  |     | Miracles                                              | 3:56       |             |
|     | 18  |     | Baby Smile                                            | 3:23       |             |
|     | 19  |     | An Angel                                              | 3:55       |             |
|     |     | 1   | I Can’t Stop The Love                                 |            | 3:39        |
|     |     | 7   | Red Shoes                                             |            | 4:07        |
|     |     | 10  | Loch Lomond                                           |            | 2:23        |
|     |     | 11  | When I Was In Town                                    |            | 3:16        |
|     |     | 12  | Echo La Ronda                                         |            | 5:13        |
|     |     | 13  | Une Famille C’est Une Chanson                         |            | 4:01        |
|     |     | 14  | Swinging Low                                          |            | 3:49        |
|     |     | 15  | When The Boys Come Into Town                          |            | 4:25        |
|     |     | 18  | Father’s Nose                                         |            | 3:18        |
|     |     | 19  | Please Don’t Go                                       |            | 4:32        |
|     |     | 20  | Drum Solo                                             |            | 3:59        |
|     |     | 23  | The Wolf                                              |            | 7:09        |
|     |     | 24  | Cover The Road                                        |            | 4:38        |
|     |     | 26  | Dan O’feefes (Irish Jig)                              |            | 2:11        |
|     |     | 27  | Wearing The Green                                     |            | 2:05        |
|     |     | 30  | Take My Hand                                          |            | 3:45        |

Legende: STD = Standard-Audio-CD, DLX = Deluxe-Edition, DVD = DVD-Live-Version